# WrestleMania XII
Wrestlemania XII è stata la dodicesima edizione dell'omonimo pay-per-view di wrestling prodotto dalla World Wrestling Federation. Si è svolta nel 1996 ad Anhaeim, California.

## Evento
I match svoltisi furono pochi poiché il Main Event fu un match d'eccezione: uno straordinario 60 minute Iron Man Match per il WWF Championship tra l'allora campione Bret Hart e lo sfidante Shawn Michaels, che partecipò al match in quanto vincitore del Royal Rumble Match. Il match viene ricordato come uno dei migliori di sempre, con una prima mezz'ora molto tecnica e una seconda parte con Mr Wrestlemania a farla da padrone con mosse aeree che alzarono il livello della contesa. Ha davvero dell'incredibile come, nonostante la durata dell'incontro fosse molto maggiore rispetto ai canoni di un match di wrestling, non vi fu nessuno schienamento o sottomissione per l'intera durata della contesa che finì con uno 0-0. Questo verdetto portò l'allora Presidente WWF Gorilla Monsoon a far continuare la contesa con le classiche regole di un match normale che portò alla vittoria a HBK con la Sweet Chin Music dopo soli due minuti dall'inizio del match aggiuntivo. Shawn Michaels uscì come WWE Champion per la prima volta dando inizio ad una straordinaria carriera. Questa edizione vide anche il debutto allo Showcase of The Immortals di due future stelle della compagnia: "Stone Cold" Steve Austin e Triple H. Quest'ultimo, che al tempo interpretava la gimmick di uno snob francese, fu sconfitto in una manciata di minuti da Ultimate Warrior, che fece così il suo ritorno in WWE. Bret Hart racconta di come ritornò arrabbiato negli spogliatoi poiché Shawn Michaels, dopo la vittoria, gli chiese esplicitamente di andarsene per lasciargli godere il momento della celebrazione. Si pensa inoltre che il canadese non era al corrente del finale del match oltre il tempo massimo, e andò in federazione a protestare per l'accaduto. The Undertaker sconfisse Diesel in un Single Match allungando così la sua Streak di vittorie allo Showcase of the Immortals.

## Risultati
| # | Risultati | Stipulazioni                                      | Durata  |
| - | --- | ------------------------------------------------- | ------- |
| 1 | The Bodydonnas (Skip e Zip) (con Sunny) hanno sconfitto The Godwinns (Henry e Phineas) (con Hillbilly Jim)                      | Tag Team match per il WWF Tag Team Championship   | 05:22   |
| 2 | The British Bulldog, Owen Hart e Vader (con Jim Cornette) hanno sconfitto Ahmed Johnson, Jake Roberts e Yokozuna (con Mr. Fuji) | 6-Men Tag Team match                              | 13:10   |
| 3 | Steve Austin (con Ted DiBiase) ha sconfitto Savio Vega                                                                          | Single match                                      | 10:08   |
| 4 | The Ultimate Warrior ha sconfitto Hunter Hearst Helmsley (con Sable)                                                            | Single match                                      | 01:39   |
| 5 | The Undertaker (con Paul Bearer) ha sconfitto Diesel                                                                            | Single match                                      | 16:46   |
| 6 | Roddy Piper ha sconfitto Goldust (con Marlena)                                                                                  | Hollywood Backlot Brawl                           | 12:15   |
| 7 | Shawn Michaels (con José Lothario) ha sconfitto Bret Hart (c) per 1-0 ai tempi supplementari                                    | 60-Minutes Iron Man match per il WWF Championship | 1:01:52 |